# 1088 Mitaka
1088 Mitaka este un asteroid din centura principală, descoperit pe 17 noiembrie 1927, de Okurō Oikawa.